# دينيس ماهر
دينيس ماهر (بالإنجليزية: Denis Maher)‏ هو لاعب قذف أيرلندي، ولد في 9 يوليو 1991 في ثورلز ‏ في جمهورية أيرلندا.